# Nagy-Britannia az 1948. évi téli olimpiai játékokon
Nagy-Britannia a svájci St. Moritzban megrendezett 1948. évi téli olimpiai játékok egyik részt vevő nemzete volt. Az országot az olimpián 6 sportágban 55 sportoló képviselte, akik összesen 2 érmet szereztek.

## Érmesek
| Érem  | Versenyző         | Sportág     | Versenyszám |
| ----- | ----------------- | ----------- | ----------- |
| Bronz | Jeannette Altwegg | Műkorcsolya | Női egyéni  |
| Bronz | John Crammond     | Szkeleton   | Férfi       |

## Alpesisí
Férfi
| Versenyző              | Versenyszám | 1. futam | 1. futam | 2. futam | 2. futam | Összesítés    | Összesítés    |
| Versenyző              | Versenyszám | Idő      | Hely.    | Idő      | Hely.    | Idő           | Helyezés      |
| ---------------------- | ----------- | -------- | -------- | -------- | -------- | ------------- | ------------- |
| Ian Appleyard          | Lesiklás    |          |          |          |          | 4:25,2        | 91.*          |
| Ian Appleyard          | Műlesiklás  | 1:47,0   | 53.      | 1:33,1   | 54.      | 3:20,1        | 55.           |
| Peter Boumphrey        | Lesiklás    |          |          |          |          | nem ért célba | nem ért célba |
| John Boyagis           | Műlesiklás  | 2:30,0   | 65.      | 1:44,1   | 59.      | 4:14,1        | 63.           |
| Donald Garrow          | Lesiklás    |          |          |          |          | 3:41,3        | 60.*          |
| Donald Garrow          | Műlesiklás  | 1:37,0   | 47.*     | 1:24,3   | 48.      | 3:01,3        | 49.           |
| James Palmer-Tomkinson | Lesiklás    |          |          |          |          | 3:54,1        | 74.*          |
| Stuart Parkinson       | Lesiklás    |          |          |          |          | 4:03,0        | 81.           |
| Harry Taylor           | Lesiklás    |          |          |          |          | 4:17,4        | 88.           |
| Harry Taylor           | Műlesiklás  | 2:05,5   | 59.      | 2:04,4   | 65.      | 4:09,9        | 61.           |

| Versenyző              | Versenyszám | Lesiklás | Lesiklás | Lesiklás | Műlesiklás | Műlesiklás | Műlesiklás | Műlesiklás | Műlesiklás | Műlesiklás | Műlesiklás | Összesítés | Összesítés |
| Versenyző              | Versenyszám | Lesiklás | Lesiklás | Lesiklás | 1. futam   | 1. futam   | 2. futam   | 2. futam   | Össz.      | Össz.      | Össz.      | Összesítés | Összesítés |
| Versenyző              | Versenyszám | Idő      | Pont     | Hely.    | Idő        | Hely.      | Idő        | Hely.      | Idő        | Pont       | Hely.      | Pont       | Helyezés   |
| ---------------------- | ----------- | -------- | -------- | -------- | ---------- | ---------- | ---------- | ---------- | ---------- | ---------- | ---------- | ---------- | ---------- |
| Donald Garrow          | Összetett   | 3:41,3   | 25,71    | 45.*     | 1:36,8     | 40.        | 1:26,3     | 55.        | 3:03,1     | 21,27      | 44.*       | 46,98      | 45.        |
| James Palmer-Tomkinson | Összetett   | 3:54,1   | 32,67    | 56.*     | nem indult | nem indult | kiesett    | kiesett    | kiesett    | kiesett    | kiesett    | kiesett    | kiesett    |
| Harry Taylor           | Összetett   | 4:17,4   | 45,68    | 67.      | 1:45,8     | 56.*       | 1:37,8     | 65.        | 3:23,6     | 30,31      | 62.        | 75,99      | 61.        |

Női
| Versenyző            | Versenyszám | 1. futam      | 1. futam      | 2. futam | 2. futam | Összesítés | Összesítés |
| Versenyző            | Versenyszám | Idő           | Hely.         | Idő      | Hely.    | Idő        | Helyezés   |
| -------------------- | ----------- | ------------- | ------------- | -------- | -------- | ---------- | ---------- |
| Bridget Duke-Woolley | Műlesiklás  | 1:34,7        | 25.           | 1:19,0   | 21.      | 2:53,7     | 24.        |
| Barbara Greenland    | Műlesiklás  | nem ért célba | nem ért célba | kiesett  | kiesett  | kiesett    | kiesett    |
| Sheena Mackintosh    | Lesiklás    |               |               |          |          | 3:00,0     | 33.        |
| Sheena Mackintosh    | Műlesiklás  | 1:10,5        | 18.           | 1:20,4   | 22.      | 2:30,9     | 21.        |
| Isobel Roe           | Lesiklás    |               |               |          |          | 2:47,3     | 27.        |
| Isobel Roe           | Műlesiklás  | 1:24,5        | 23.           | 1:25,1   | 24.      | 2:49,6     | 23.        |
| Xanthe Ryder         | Lesiklás    |               |               |          |          | 3:01,4     | 34.        |
| Rosemary Sparrow     | Lesiklás    |               |               |          |          | 2:52,3     | 30.        |

| Versenyző         | Versenyszám | Lesiklás | Lesiklás | Lesiklás | Műlesiklás | Műlesiklás | Műlesiklás | Műlesiklás | Műlesiklás | Műlesiklás | Műlesiklás | Összesítés | Összesítés |
| Versenyző         | Versenyszám | Lesiklás | Lesiklás | Lesiklás | 1. futam   | 1. futam   | 2. futam   | 2. futam   | Össz.      | Össz.      | Össz.      | Összesítés | Összesítés |
| Versenyző         | Versenyszám | Idő      | Pont     | Hely.    | Idő        | Hely.      | Idő        | Hely.      | Idő        | Pont       | Hely.      | Pont       | Helyezés   |
| ----------------- | ----------- | -------- | -------- | -------- | ---------- | ---------- | ---------- | ---------- | ---------- | ---------- | ---------- | ---------- | ---------- |
| Sheena Mackintosh | Összetett   | 3:00,0   | 20,10    | 25.      | 1:10,9     | 17.        | 1:19,0     | 25.        | 2:29,9     | 15,90      | 23.        | 36,00      | 24.        |
| Isobel Roe        | Összetett   | 2:47,3   | 12,16    | 21.      | 1:28,1     | 26.        | 1:15,5     | 23.        | 2:43,6     | 22,75      | 25.        | 34,91      | 23.        |
| Xanthe Ryder      | Összetett   | 3:01,4   | 21,25    | 26.      | 1:25,0     | 25.        | 1:24,8     | 27.        | 2:49,8     | 25,85      | 26.        | 47,10      | 27.        |
| Rosemary Sparrow  | Összetett   | 2:52,3   | 15,36    | 22.      | 1:22,0     | 24.        | 1:19,7     | 26.        | 2:41,7     | 21,80      | 24.        | 37,16      | 25.        |

* - egy másik versenyzővel azonos eredményt ért el

## Bob
| Versenyző                                                            | Versenyszám | 1. futam | 1. futam | 2. futam | 2. futam | 3. futam      | 3. futam      | 4. futam | 4. futam | Összesítés | Összesítés |
| Versenyző                                                            | Versenyszám | Idő      | Hely.    | Idő      | Hely.    | Idő           | Hely.         | Idő      | Hely.    | Idő        | Helyezés   |
| -------------------------------------------------------------------- | ----------- | -------- | -------- | -------- | -------- | ------------- | ------------- | -------- | -------- | ---------- | ---------- |
| William Coles Raymond Collings                                       | Kettes      | 1:25,2   | 7.       | 1:24,4   | 4.*      | 1:24,2        | 9.            | 1:24,1   | 5.       | 5:37,9     | 5.         |
| Anthony Gadd Basil Wellicome                                         | Kettes      | 1:27,9   | 15.      | 1:26,8   | 14.      | nem ért célba | nem ért célba | kiesett  | kiesett  | kiesett    | kiesett    |
| William Coles William McLean Raymond Collings George Holliday        | Négyes      | 1:18,5   | 8.       | 1:20,9   | 6.*      | 1:21,5        | 3.            | 1:23,0   | 6.*      | 5:23,9     | 7.         |
| Richard Jeffrey Edgar Meddings George Powell-Sheddon James Iremonger | Négyes      | 1:20,8   | 15.      | 1:24,3   | 14.      | 1:29,8        | 15.           | 1:26,2   | 15.      | 5:41,1     | 15.        |

* - egy másik csapattal azonos eredményt ért el

## Gyorskorcsolya
| Versenyző       | Versenyszám | Eredmény      | Helyezés      |
| --------------- | ----------- | ------------- | ------------- |
| Dennis Blundell | 500 m       | 46,5          | 32.*          |
| Dennis Blundell | 1500 m      | 2:29,2        | 30.           |
| Dennis Blundell | 5000 m      | 9:22,2        | 32.           |
| Johnny Cronshey | 500 m       | 46,0          | 25.           |
| Johnny Cronshey | 5000 m      | 8:45,6        | 11.           |
| Johnny Cronshey | 10 000 m    | nem ért célba | nem ért célba |
| Henry Howes     | 500 m       | 46,9          | 35.           |
| Henry Howes     | 1500 m      | 2:23,0        | 18.           |
| Henry Howes     | 5000 m      | 8:56,6        | 19.           |
| Henry Howes     | 10 000 m    | nem ért célba | nem ért célba |
| Bruce Peppin    | 500 m       | 46,4          | 29.*          |
| Bruce Peppin    | 1500 m      | 2:24,7        | 23.           |
| Thomas Ross     | 1500 m      | 2:32,6        | 41.           |
| Thomas Ross     | 5000 m      | 9:18,3        | 28.           |

* - egy másik versenyzővel azonos eredményt ért el

## Jégkorong
| Brit férfi jégkorongcsapat-játékoskeret                                            | Brit férfi jégkorongcsapat-játékoskeret                                  | Brit férfi jégkorongcsapat-játékoskeret                   |
| ---------------------------------------------------------------------------------- | ------------------------------------------------------------------------ | --------------------------------------------------------- |
| - Lennie Baker - George Baillie - Jimmy Chappell - Gerry Davey - Freddie Dunkelman | - Art Green - Frankie Green - Frank Jardine - John Murray - Johnny Oxley | - Stan Simon - Bert Smith - Archie Stinchcombe - Tom Syme |

### Eredmények
| 1948. január 31. | Nagy-Britannia (GBR) | 5 – 4 (1–2, 1–1, 3–1) | Ausztria | St. Moritz |

|  |  |  |  |  |
|  |  |  |  |  |
|  |  |  |  |  |
|  |  |  |  |  |

| 1948. február 1. | Kanada (CAN) | 3 – 0 (1–0, 1–0, 1–0) | Nagy-Britannia | St. Moritz |

|  |  |  |  |  |
|  |  |  |  |  |
|  |  |  |  |  |
|  |  |  |  |  |

| 1948. február 2. | Csehszlovákia (TCH) | 11 – 4 (4–1, 6–1, 1–2) | Nagy-Britannia | St. Moritz |

|  |  |  |  |  |
|  |  |  |  |  |
|  |  |  |  |  |
|  |  |  |  |  |

| 1948. február 4. | Svájc (SUI) | 12 – 3 (5–2, 5–1, 2–0) | Nagy-Britannia | St. Moritz |

|  |  |  |  |  |
|  |  |  |  |  |
|  |  |  |  |  |
|  |  |  |  |  |

| 1948. február 5. | Nagy-Britannia (GBR) | 7 – 2 (2–0, 1–1, 4–1) | Lengyelország | St. Moritz |

|  |  |  |  |  |
|  |  |  |  |  |
|  |  |  |  |  |
|  |  |  |  |  |

| 1948. február 6. | Svédország (SWE) | 4 – 3 (1–2, 1–1, 2–0) | Nagy-Britannia | St. Moritz |

|  |  |  |  |  |
|  |  |  |  |  |
|  |  |  |  |  |
|  |  |  |  |  |

| 1948. február 7. | Egyesült Államok (USA) | 4 – 3 (1–1, 2–0, 1–2) | Nagy-Britannia | St. Moritz |

|  |  |  |  |  |
|  |  |  |  |  |
|  |  |  |  |  |
|  |  |  |  |  |

| 1948. február 8. | Nagy-Britannia (GBR) | 14 – 7 (6–2, 5–3, 3–2) | Olaszország | St. Moritz |

|  |  |  |  |  |
|  |  |  |  |  |
|  |  |  |  |  |
|  |  |  |  |  |

Végeredmény
| Helyezés | Csapat                 | M | Gy | D | V | G+ | G–  | Gk   | P   |
| --- | ---------------------- | - | -- | - | - | -- | --- | ---- | --- |
| Arany | Kanada (CAN)           | 8 | 7  | 1 | 0 | 69 | 5   | +64  | 15* |
| Ezüst | Csehszlovákia (TCH)    | 8 | 7  | 1 | 0 | 80 | 18  | +62  | 15* |
| Bronz | Svájc (SUI)            | 8 | 6  | 0 | 2 | 67 | 21  | +46  | 12  |
| 4. | Svédország (SWE)       | 8 | 4  | 0 | 4 | 55 | 28  | +27  | 8   |
| 5. | Nagy-Britannia (GBR)   | 8 | 3  | 0 | 5 | 39 | 47  | –8   | 6   |
| 6. | Lengyelország (POL)    | 8 | 2  | 0 | 6 | 29 | 97  | –68  | 4   |
| 7. | Ausztria (AUT)         | 8 | 1  | 0 | 7 | 33 | 77  | –44  | 2   |
| 8. | Olaszország (ITA)      | 8 | 0  | 0 | 8 | 24 | 156 | –132 | 0   |
| Az Egyesült Államok csapata csak versenyen kívül vehetett részt, mert nem az Amerikai Olimpiai Bizottság, hanem az Amerikai Jégkorongszövetség által összeállított csapat volt. |                        |   |    |   |   |    |     |      |     |
| – | Egyesült Államok (USA) | 8 | 5  | 0 | 3 | 86 | 33  | +53  | 10  |

* - Azonos pontszám esetén a jobb gólkülönbség döntött.
| Csapat         | Helyezés |
| -------------- | -------- |
| Nagy-Britannia | 5.       |

## Műkorcsolya
| Versenyző                               | Versenyszám  | Kötelező elemek   | Kötelező elemek | Kűr               | Kűr   | Összesítés                     | Összesítés                     | Összesítés                     | Összesítés                     | Összesítés                     | Összesítés                     | Összesítés                     | Összesítés                     | Összesítés                     | Összesítés                     | Összesítés                     | Összesítés        | Összesítés  | Összesítés | Összesítés |
| Versenyző                               | Versenyszám  | Kötelező elemek   | Kötelező elemek | Kűr               | Kűr   | Helyezési pontszámok bírónként | Helyezési pontszámok bírónként | Helyezési pontszámok bírónként | Helyezési pontszámok bírónként | Helyezési pontszámok bírónként | Helyezési pontszámok bírónként | Helyezési pontszámok bírónként | Helyezési pontszámok bírónként | Helyezési pontszámok bírónként | Helyezési pontszámok bírónként | Helyezési pontszámok bírónként | Több. hely. száma | Hely. össz. | Pont       | Helyezés   |
| Versenyző                               | Versenyszám  | Több. hely. száma | Hely.           | Több. hely. száma | Hely. | 1                              | 2                              | 3                              | 4                              | 5                              | 6                              | 7                              | 8                              | 9                              | 10                             | 11                             | Több. hely. száma | Hely. össz. | Pont       | Helyezés   |
| --------------------------------------- | ------------ | ----------------- | --------------- | ----------------- | ----- | ------------------------------ | ------------------------------ | ------------------------------ | ------------------------------ | ------------------------------ | ------------------------------ | ------------------------------ | ------------------------------ | ------------------------------ | ------------------------------ | ------------------------------ | ----------------- | ----------- | ---------- | ---------- |
| Henry Graham Sharp                      | Férfi egyéni | 5×5+              | 6.              | 6×11+             | 8.    | 4,0                            | 9,0                            | 10,0                           | 7,0                            | 8,0                            | 10,0                           | 7,0                            | 7,0                            | 5,0                            |                                |                                | 5×7+              | 67,0        | 1503,4     | 7.         |
| Jeannette Altwegg                       | Női egyéni   | 7×3+              | 2.              | 6×7+              | 6.    | 3,0                            | 4,0                            | 2,0                            | 1,0                            | 2,0                            | 5,0                            | 3,0                            | 4,0                            | 4,0                            |                                |                                | 5×3+              | 28,0        | 1405,5     |            |
| Bridget Adams                           | Női egyéni   | 8×6+              | 5.              | 5×15+             | 16.   | 7,0                            | 8,0                            | 5,0                            | 5,0                            | 11,0                           | 7,0                            | 11,0                           | 6,0                            | 9,0                            |                                |                                | 5×7+              | 69,0        | 1337,8     | 7.         |
| Marion Davies                           | Női egyéni   | 5×11+             | 10.             | 6×13+             | 12.   | 10,0                           | 12,0                           | 9,0                            | 9,0                            | 13,0                           | 12,0                           | 10,0                           | 13,0                           | 16,0                           |                                |                                | 6×12+             | 104,0       | 1302,9     | 10.        |
| Jill Hood-Linzee                        | Női egyéni   | 5×14+             | 16.             | 6×19+             | 18.   | 15,0                           | 11,0                           | 19,0                           | 12,0                           | 14,0                           | 19,0                           | 18,0                           | 20,0                           | 17,0                           |                                |                                | 6×18+             | 145,0       | 1261,8     | 19.        |
| Winnie Silverthorne Dennis Silverthorne | Páros        |                   |                 |                   |       | 6,0                            | 5,0                            | 6,5                            | 4,0                            | 5,0                            | 4,0                            | 2,0                            | 6,0                            | 2,5                            | 6,0                            | 6,0                            | 6×5+              | 53,0        | 116,3      | 5.         |
| Jennifer Nicks John Nicks               | Páros        |                   |                 |                   |       | 9,0                            | 9,5                            | 14,0                           | 8,5                            | 6,5                            | 7,0                            | 7,0                            | 8,0                            | 9,0                            | 9,5                            | 10,0                           | 7×9+              | 98,0        | 106,7      | 8.         |

## Szkeleton
| Versenyző     | 1. futam | 1. futam | 2. futam | 2. futam | 3. futam | 3. futam | 4. futam | 4. futam | 5. futam | 5. futam | 6. futam | 6. futam | Összesítés | Összesítés |
| Versenyző     | Idő      | Hely.    | Idő      | Hely.    | Idő      | Hely.    | Idő      | Hely.    | Idő      | Hely.    | Idő      | Hely.    | Idő        | Helyezés   |
| ------------- | -------- | -------- | -------- | -------- | -------- | -------- | -------- | -------- | -------- | -------- | -------- | -------- | ---------- | ---------- |
| Richard Bott  | 48,3     | 6.       | 48,9     | 9.       | 49,2     | 10.      | 1:01,5   | 6.       | 1:01,4   | 4.       | 1:01,4   | 6.*      | 5:30,7     | 6.         |
| Thomas Clarke | 49,7     | 12.      | 49,9     | 12.*     | 49,3     | 11.      | 1:03,5   | 8.       | 1:03,8   | 10.      | 1:02,8   | 9.       | 5:39,0     | 9.         |
| James Coates  | 48,8     | 8.*      | 48,7     | 7.       | 49,0     | 9.       | 1:02,3   | 7.       | 1:01,7   | 7.       | 1:01,4   | 6.*      | 5:31,9     | 7.         |
| John Crammond | 47,4     | 1.       | 47,7     | 3.       | 47,9     | 3.       | 1:00,9   | 5.       | 1:00,9   | 3.       | 1:00,3   | 1.*      | 5:25,1     |            |

* - egy másik versenyzővel azonos eredményt ért el